# Eduardo Banda
Eduardo Isaí Banda Doria (ur. 14 lutego 2001 w Monterrey) – meksykański piłkarz występujący na pozycji napastnika, od 2024 roku zawodnik Realu Apodaca.